# Willie Bryant
Willie Bryant (30 de agosto de 1908 – 9 de febrero de 1964) fue un líder de banda, músico de jazz, vocalista y disc jockey de nacionalidad estadounidense.

## Biografía
Nacido en Nueva Orleans, Luisiana, Bryant se crio en Chicago y tomó lecciones de trompeta, aunque con un resultado poco satisfactorio. Su primer trabajo en el mundo del espectáculo fue el de bailarín en el show de la Whitman Sisters en 1926. Durante varios años intervino en diferentes producciones de vodevil, y en 1934 actuó en el show Chocolate Revue junto a Bessie Smith.
En 1934 organizó su primera big band, en la que en tocaron ocasionalmente músicos como Teddy Wilson, Cozy Cole, Johnny Russell, Benny Carter, Ben Webster, Eddie Durham, Ram Ramirez, y Taft Jordan. Grabaron seis veces entre 1935 y 1938, cantando Bryant en gran parte de los discos.
Una vez disuelta su banda, Bryant se dedicó a actuar y a trabajar como disc jockey. Grabó rhythm and blues en 1945 y lideró otra big band entre 1946 y 1948. En septiembre y octubre de 1949 presentó Uptown Jubilee, un show de variedades con reparto afroamericano emitido por la Columbia Broadcasting System.
En los años cincuenta Bryant fue el maestro de ceremonias del Teatro Apollo de Harlem. A finales de esa década se mudó a California, falleciendo en 1964 a causa de un infarto agudo de miocardio en Los Ángeles, California. 